# آن کلارک
آن کلارک (انگلیسی: Anne Clark؛ زادهٔ ۱۴ مهٔ ۱۹۶۰) یک موسیقی‌دان است. وی از سال ۱۹۸۲ میلادی تاکنون مشغول فعالیت بوده‌است.